# 阿卡斯圖斯
阿卡斯图斯（英語：Acastus，/əˈkæstəs/），又翻譯為阿卡斯托斯，是希腊神话中的一个人物，是随伊阿宋进行卡呂冬狩獵的阿爾戈英雄之一。
阿卡斯圖斯是珀利阿斯之子，在父親去世後成為伊奧爾科斯國王。他的妻子阿斯提達米亞愛上佩琉斯，在被拒絕後阿斯提達米亞向阿卡斯圖斯謊稱佩琉斯意圖強暴自己；於是阿卡斯圖斯將佩琉斯帶到皮利翁山趁他睡著時藏起他的劍然後離開，打算讓他被山上的半人馬殺死。佩琉斯在喀戎幫助下找回自己的劍，然後率軍攻打伊奧爾科斯，殺死阿卡斯圖斯與阿斯提達米亞。